# Colleen Piketh
Colleen Piketh née Webb (née le 26 décembre 1972, à Johannesbourg) est une joueuse sud-africaine internationale de boulingrin.

## Carrière
Elle participe aux Jeux du Commonwealth de 2014, où elle gagne une médaille d'or en double féminin et une médaille de bronze en individuel. 
Elle récolte une médaille d'or en double féminin, avec Nici Neal, au Championnat Atlantique, tenu à Chypre du 30 novembre au 13 décembre 2015. Piketh  participe également en individuel et perd face à Lucy Beere 21-15 en qualification. 
Elle est sélectionnée dans le cadre de l'équipe d'Afrique du Sud aux Jeux du Commonwealth de 2018 à Gold Coast dans le Queensland, où elle  gagne une médaille de bronze en individuel et une médaille d'argent en double.

## Palmarès
- Jeux du Commonwealth de 2014 en double
- Jeux du Commonwealth de 2014 en simple
- Jeux du Commonwealth de 2018 en double
- Jeux du Commonwealth de 2018 en simple
- Championnats du monde 2012 (en)